# دهستان کوهشاه
دهستان کوهشاه، یکی از دهستان‌های بخش احمدی شهرستان حاجی‌آباد در استان هرمزگان ایران است. مرکز این دهستان، روستای پور است.

## جمعیت
بر پایه سرشماری عمومی نفوس و مسکن در سال ۱۳۹۵، جمعیت دهستان کوهشاه برابر با ۶٬۰۸۲ نفر بوده است.